# 國光宏尚
國光 宏尚（くにみつ ひろなお、1974年1月28日 - ）は、日本の実業家。2007年にモバイルオンラインゲーム会社gumiを創業。ブロックチェーン関連会社フィナンシェおよびVRゲーム制作会社Thirdverseの代表取締役。Candee会長。情報経営イノベーション専門職大学超客員教授。兵庫県神戸市灘区出身。

## 経歴
神戸市灘区生まれ。3人きょうだいの長男であり、妹と弟がいる。EMシステムズ創業者・國光浩三は伯父。岡山県にある中高一貫の私立岡山高校に進学。部活は硬式テニス部に所属。1991年に高校を卒業。
2000年から、ロサンゼルスでの大学生活がスタート。2003年ごろ、元フジテレビプロデューサーの森谷雄から声がかかりサンタモニカカレッジを卒業し帰国。
2004年からアットムービーの社員として働き始め、同年に取締役に就任。映画、ドラマのプロデュースやさまざまなIT系新規事業を立ち上げる。
2007年6月にアットムービーの取締役を退任し、モバイルを中心としたインターネットコンテンツを提供する会社gumiを創業。代表取締役に就任。「打倒！Zynga」を掲げて、携帯を活用したリアルタイムSNS「gumi」のサービス提供を開始した。
2021年7月にgumiを退任。8月よりVRゲーム制作会社Thirdverse代表取締役CEOおよびブロックチェーン関連会社FiNANCiE代表取締役CEOに就任。9月よりgumi cryptos capital Managing Partnerに就任。
國光が創業し、株式会社gumi Cryptosが投資を行っているブロックチェーン関連事業「FiNANCiE（フィナンシェ）」運営の株式会社フィナンシェのgumi Cryptosが所有する全株式（全体の4.5%）を、國光へ譲渡。株式譲渡後に國光が株式会社フィナンシェの株式を売却し、売却益が発生した場合には、gumiグループに一定程度の売却益を帰属させる旨の記載がある。國光は現在、数々のブロックチェーンプロジェクトへの投資を行っている株式会社gumi CryptosとVR/XRを手掛けるTokyo XR Startups株式会社の代表取締役社長を務める。gumiは國光へ対し、創業者功労金として1.5億円贈呈した。
2022年1月19日に立ち上げたエンタメDAOプロジェクト『SUPER SAPIENSS』の発起人の1人である。
2022年、初の著書『メタバースとWeb3』を出版。
情報経営イノベーション専門職大学超客員教授。

## 人物
座右の銘は「人事を尽くして天命を待つ」。尊敬できる人は孫正義。趣味は映画観賞、本、旅行、温泉、観劇、ネットの世界を研究すること。好きな映画作品は『シンドラーのリスト』、『アマデウス』。

## 出演

### テレビ
- 『オレが世界を変えてやる！』（フジテレビ）- ロンドンブーツ1号2号・田村淳に起業家のススメを伝授[7]
- 『THE NEWSα』（フジテレビ）[8]
- 『佳代子の部屋〜真夜中のゲーム会議〜』（フジテレビ）- 國光の密着取材[7]

### インターネット放送
- 『ABEMA Prime』（ABEMA） - ひろゆきと討論[9]
- 『西野亮廣エンタメ研究所ラジオ【公式】』（YouTube番組）[10]

## 書籍

### 単著
- 『メタバースとWeb3』（エムディエヌコーポレーション、2022年3月30日、ISBN 978-4295202813）

### 雑誌掲載
- プレジデント（プレジデント社）- 田原総一朗と対談[11]